# Katherine Grainger
Dame Katherine Grainger DBE (* 12. November 1975 in Glasgow) ist eine britische Ruderin. Sie gewann bis 2016 sechs Weltmeistertitel, eine olympische Goldmedaille und vier olympische Silbermedaillen.

## Karriere
Grainger begann 1993 mit dem Rudersport, sie trat 1997 erstmals bei Ruder-Weltmeisterschaften an und gewann mit dem britischen Achter die Bronzemedaille, die erste Weltmeisterschafts-Medaille für einen britischen Frauenachter überhaupt. Grainger wechselte während ihrer langen Karriere mehrfach zwischen Riemenbooten und Skullbooten hin und her. So trat sie 1998 im Weltcup im Einer an, 1999 im Doppelvierer. 2000 gewann sie im Doppelvierer ihre erste Weltcupregatta. Bei den Olympischen Spielen 2000 in Sydney belegte der britische Vierer hinter dem deutschen Boot den zweiten Platz und gewann damit die erste olympische Medaille für das britische Frauenrudern.
In der Weltcupsaison 2001 trat Grainger zusammen mit Catherine Bishop im Zweier ohne Steuerfrau an und gewann auch die Regatta in Wien, bei den Weltmeisterschaften erreichte sie sowohl im Zweier als auch mit dem Achter das Finale, blieb aber ohne Medaille. 2002 war Grainger wieder im Doppelvierer aktiv, werpasste aber auch hier eine Weltmeisterschaftsmedaille. 2003 belegte Grainger im Weltcup zusammen mit Bishop je einmal den ersten, den zweiten und den dritten Platz, bei den Weltmeisterschaften siegten die beiden vor den Booten aus Belarus und Rumänien. Im Weltcup wiederholten die beiden 2004 ihre drei Podestplätze, im olympischen Finale siegten die Rumäninnen Georgeta Damian und Viorica Susanu vor den beiden Britinnen und den Belarussinnen.
2005 kehrte Grainger in den Doppelvierer zurück, der mit zwei Siegen und einem zweiten Platz die Weltcupsaison dominierte und auch bei der Weltmeisterschaftsregatta siegreich blieb. 2006 blieb der nur auf einer Position umbesetzte Vierer im Weltcup und bei den Weltmeisterschaften ungeschlagen; im Jahr darauf erreichte das wieder nur mit einer Ruderin ergänzte Boot zwei Weltcupsiege und einen zweiten Platz, die Weltmeisterschaftsregatta brachte für Frances Houghton und Katherine Grainger den dritten Titel in Folge. In der Olympiasaison 2008 blieb das Boot personell unverändert, gewann aber nur das erste Weltcuprennen, in Luzern siegten die Chinesinnen vor den Amerikanerinnen und den Britinnen. Bei der olympischen Regatta in Peking konnten die Chinesinnen vor heimischem Publikum siegen, Katherine Grainger erhielt die dritte olympische Silbermedaille.
2009 kehrte Grainger nach elf Jahren in den Einer zurück und siegte bei der ersten Weltcup-Regatta, verpasste aber bei den anderen beiden Regatten als Vierte das Siegerpodest. Bei den Weltmeisterschaften erreichte nur die belarussische Ruderin Kazjaryna Karsten vor Grainger das Ziel. 2010 wagte Grainger bei allen Weltcupregatten einen Doppelstart in Doppelzweier und Doppelvierer, sie gewann fünf Rennen und belegte nur im Doppelvierer einmal den zweiten Platz. Bei den Weltmeisterschaften startete sie nur im Doppelzweier und gewann den Titel zusammen mit Anna Watkins. 2011 blieben Watkins und Grainger in zwei Weltcuprennen und bei den Weltmeisterschaften siegreich, 2012 gewannen sie alle drei Weltcupregatten und das Olympiafinale.
Nach dem Olympiasieg nahm Grainger zwei Jahre nicht an internationalen Regatten teil. Ende Mai 2015 trat sie zusammen mit Victoria Thornley im Doppelzweier bei den Europameisterschaften in Posen an; hinter den Booten aus Polen und Litauen gewannen die beiden Britinnen die Bronzemedaille. 2016 bei den Olympischen Spielen erhielten Thornley und Grainger Silber hinter den Polinnen.
Grainger ist in Aberdeen aufgewachsen und tritt für den St Andrew Boat Club in Edinburgh an. Sie hat ein abgeschlossenes Jurastudium an der University of Edinburgh absolviert und ein Masters-Studium in Medizin-Recht an der University of Glasgow, sie promoviert am King’s College London. 2006 wurde sie zum Member und 2013 zum Commander des Order of the British Empire ernannt. 2015 bis 2020 hatte sie das vorwiegend repräsentative Amt der Kanzlerin der Oxford-Brookes-Universität inne. 2017 wurde sie zum Dame Commander ernannt und vom Weltruderverband mit der Thomas-Keller-Medaille ausgezeichnet. 2023 wurde Grainger zum Ehrenmitglied der Royal Society of Edinburgh ernannt.

## Endkampfplatzierungen

### Olympische Spiele
- 2000: 2. Platz im Doppelvierer (Guin Batten, Gillian Lindsay, Katherine Grainger und Miriam Batten)
- 2004: 2. Platz im Zweier ohne (Catherine Bishop und Katherine Grainger)
- 2008: 2. Platz im Doppelvierer (Annie Vernon, Debbie Flood, Frances Houghton und Katherine Grainger)
- 2012: 1. Platz im Doppelzweier (Anna Watkins und Katherine Grainger)
- 2016: 2. Platz im Doppelzweier (Victoria Thornley und Katherine Grainger)

### Weltmeisterschaften
- 1997: 3. Platz im Achter (Alex Beever, Lisa Eyre, Katherine Grainger, Elizabeth Henshilwood, Elise Laverick, Sue Walker, Rachel Woolf, Francesca Zino und Steuerfrau Suzie Ellis)
- 1999: 7. Platz im Doppelvierer (Guin Batten, Lisa Eyre, Katherine Grainger und Sarah Winckless)
- 2001: 5. Platz im Zweier ohne (Catherine Bishop und Katherine Grainger)
- 2001: 6. Platz im Achter
- 2002: 5. Platz im Doppelvierer (Alison Mowbray, Rebecca Romero, Katherine Grainger und Sarah Winckless)
- 2003: 1. Platz im Zweier ohne Steuerfrau (Catherine Bishop und Katherine Grainger)
- 2005: 1. Platz im Doppelvierer (Rebecca Romero, Sarah Winckless, Frances Houghton und Katherine Grainger)
- 2006: 1. Platz im Doppelvierer (Debbie Flood, Sarah Winckless, Frances Houghton und Katherine Grainger)
- 2007: 1. Platz im Doppelvierer (Annie Vernon, Debbie Flood, Frances Houghton und Katherine Grainger)
- 2009: 2. Platz im Einer
- 2010: 1. Platz im Doppelzweier (Anna Watkins und Katherine Grainger)
- 2011: 1. Platz im Doppelzweier (Anna Watkins und Katherine Grainger)